# ياسو فوجي
ياسو فوجي (باليابانية: 藤井康雄؛ بالكانا: ふじい やすお) هو لاعب كرة قاعدة ياباني، ولد في 27 يوليو 1962 في فوكوياما في اليابان.

## وصلات خارجية
- ياسو فوجي على موقع الدوري الياباني لكرة القاعدة (الإنجليزية)
- ياسو فوجي على موقعبيزبول رفرنس.كوم (الدوري الثانوي) (الإنجليزية)